# خلفلی (جبرئیل)
خلفه‌لی (به ترکی آذربایجانی: Xələfli) یک منطقه مسکونی در جمهوری آرتساخ است که در استان هادروت واقع شده است. خلفه‌لی از ۱۹۹۳ میلادی تحت کنترل نیروهای ارمنستانی است.